# 스센지역
스센지역(일본어: 周船寺駅)은 일본 후쿠오카현 후쿠오카시 니시구에 있는 철도역이다. 규슈 여객철도가 관할하는 지쿠히 선이 지난다.

## 타는 곳
| 1 | ■ 지쿠히 선 | 메이노하마 방면 ■ 후쿠오카 지하철 공항선 덴진·하카타·후쿠오카 공항 방면 |
| 2 | ■ 지쿠히 선 | 지쿠젠마에바루·지쿠젠후카에·가라쓰 방면                                 |

## 역세권 정보
- 국도 제202호선
- 규슈 대학 이토 캠퍼스

## 역사
- 1925년 4월 15일: 영업을 개시함.
- 1983년 3월 22일: 지쿠히 선이 전철화됨.

## 인접 역
| 규슈 여객철도 ■ 지쿠히 선      | 규슈 여객철도 ■ 지쿠히 선 | 규슈 여객철도 ■ 지쿠히 선 |
| ------------------------------ | ------------------------- | ------------------------- |
| 규다이갓켄토시 메이노하마 방면 | 쾌속(평일) 보통           | 하타에 가라쓰 방면        |